# Military Jane
Military Jane — российская гранж-группа, начавшая свою карьеру в ранний постсоветский период; один из первых коллективов России в стиле гранж.
После распада группы появилось много новых проектов, таких как группа «Пилот».

## История

### Рождение группы (1994—1995)
Группа появилась в 1994 году в Санкт-Петербурге на обломках групп AL.EX, oneiros и Surfing Ston. Её первоначальный состав был таков: вокалист Илья «Черт» Кнабенгоф, гитарист Алексей Алфеев, гитарист Роман «Маpшал» Чуйков, бас-гитарист Виталий «Вета» Белозёров и барабанщик Виктор Кузьмичёв.
Как тогда было принято, песни в «тяжёлых» жанрах тогда писались на английском языке. И группа Military Jane — не исключение. В написании текстов для песен помогал Роман «Михалыч» Данцис, начинающий журналист, знаток английского языка и современной музыки.

### Золотой период (1995—1997)
Из группы уходят гитарист Алексей Алфеев и басист Виталий Белозёров. Басисту была найдена замена — звукорежиссёр клуба «Полигон» Станислав Марков (ex-Фоксы & SHRM Sound).
В 1996 году группу Military Jane признали лучшим исполнителем гранжа в Петербурге, приз вручен музыкальным клубом TEN.

### После распада группы (с 1997)
В 1997 году группа распалась. Её участники основали свои собственные проекты, например, Илья Чёрт занялся Пилотом.
Многие песни были переделаны (изменён ритм, тексты стали на русском языке), как, например, это стало с песней «Wherry» (нынешней песней «Где ты?» из альбома «Ч\Б» группы «Пилот»), «Beyond the Sky» (нынешней «Карма» из альбома «1+1» той же группы) и «Nasty» (нынешней «Наша сила» из альбома «Содружество» всё того же самого «Пилота»).
В 2002 году альбомы Military Jane были переизданы фирмой «Фенька Рок-н-ролл» на кассетах.

## Дискография
- 1995 — Blackest Paint Colored Brush (студийный альбом)[6]
- 1995 — Home-Live '95 (записан живьём в ноябре 1995 года в клубе «Полигон»)